# Otostigmus spiculifer
Otostigmus spiculifer är en mångfotingart som beskrevs av Pocock 1893. Otostigmus spiculifer ingår i släktet Otostigmus och familjen Scolopendridae. Inga underarter finns listade i Catalogue of Life.